# 중국 카자흐족
카자흐족(중국어 간체자:哈薩克族, 병음:Hāsàkè zú)은 중화인민공화국에 거주하는 카자흐인이다. 2010년 인구 조사 데이터에 따르면 인구는 1,462,588명으로 전체 민족 중 17위이다. 중국에서는 카자흐족 인구의 90% 이상이 중앙아시아에 인접한 신장 위구르 자치구에 거주한다.

## 자치 지역
- 일리 카자흐 자치주 ( 신장 )
- 악사이 카자흐 자치현 ( 간쑤성 주취안 )
- 바르콜 카자흐 자치현 ( 하미, 신장)
- 물레이 카자흐 자치현 ( 신장 창지현)

## 카자흐족 민족향
| 주   | 현과 시   | 소속된 군과 시 | 카자흐 타운십                |
| ---- | --------- | -------------- | ---------------------------- |
| 신장 | 창지현    | 치타이 현      | 우마창 카자흐 타운십         |
| 신장 | 창지현    | 치타이 현      | Qiaoren 카자흐 타운십        |
| 신장 | 창지현    | 마나스 카운티  | 한카지탄 카자흐 타운십       |
| 신장 | 창지현    | 마나스 카운티  | Taxihe 카자흐 타운십         |
| 신장 | 창지현    | 마나스 카운티  | 칭수이허즈 카자흐 향         |
| 신장 | 창지현    | 푸강시         | 산공헤 카자흐 타운십         |
| 신장 | 창지현    | 푸강시         | 상후구 카자흐 향             |
| 신장 | 창지현    | 창지시         | Ashli 카자흐스탄 타운십      |
| 신장 | 창지현    | 후투비 현      | 시티 카자흐 타운십           |
| 신장 | 창지현    | 후투비 현      | 두샨지 카자흐 타운십         |
| 신장 | 하미 지역 | 이우현         | Qianshan 카자흐 타운십       |
| 신장 | 하미 지역 | 하미시         | Ruke Kazak 타운십, Dewailidu |
| 신장 | 하미 지역 | 하미시         | 울라타이 카자흐 타운십       |
| 신장 | 우루무치  | 미동지구       | 보양허 카자흐 타운십         |

## 같이 보기
- 중국 키르기스족